# 6-фосфоглюконолактоназа
6-Фосфоглюконолактоназа (6PGL, PGLS) — цитозольный фермент, обнаруженный во всех организмах, который катализирует гидролиз 6-фосфоглюконолактона до 6-фосфоглюконовой кислоты в окислительной фазе пентозофосфатного пути. Третичная структура 6PGL использует α/β гидролазную складку с остатками активного сайта, сгруппированными на петлях α-спиралей. Основываясь на кристаллической структуре фермента, предполагается, что механизм зависит от переноса протона остатком гистидина в активном центре. 6PGL избирательно катализирует гидролиз δ-6-фосфоглюконолактона и не проявляет активности в отношении γ-изомера.

## Механизм действия
Было предложено, чтобы 6PGL гидролиз 6-фосфоглюконолактона до 6-фосфоглюконовой кислоты протекал через перенос протона к атому кислорода кольца O5 аналогично ксилозоизомеразе и рибозо-5-фосфатизомеразе. Реакция инициируется атакой гидроксид- иона на сложный эфир C5. Формируется тетраэдрический промежуточный продукт, и следует отщепление сложноэфирной связи, чему способствует передача протона от остатка гистидина в активном центре. Конкретный остаток, который участвует в переносе протона, ускользал от исследователей до 2009 года, поскольку предыдущие структурные исследования продемонстрировали две возможные конформации субстрата в активном центре, которые располагают кислород кольца O5 проксимальнее остатка аргинина или гистидина. Молекулярно-динамическое моделирование использовалось, чтобы обнаружить, что остаток, который передает протон, представляет собой гистидин, и что остатки аргинина участвуют только в электрической стабилизации отрицательно заряженной фосфатной группы. Электрическая стабилизация комплекса фермент-субстрат также происходит между карбоксилатным продуктом и аминами основной цепи окружающих остатков глицина.

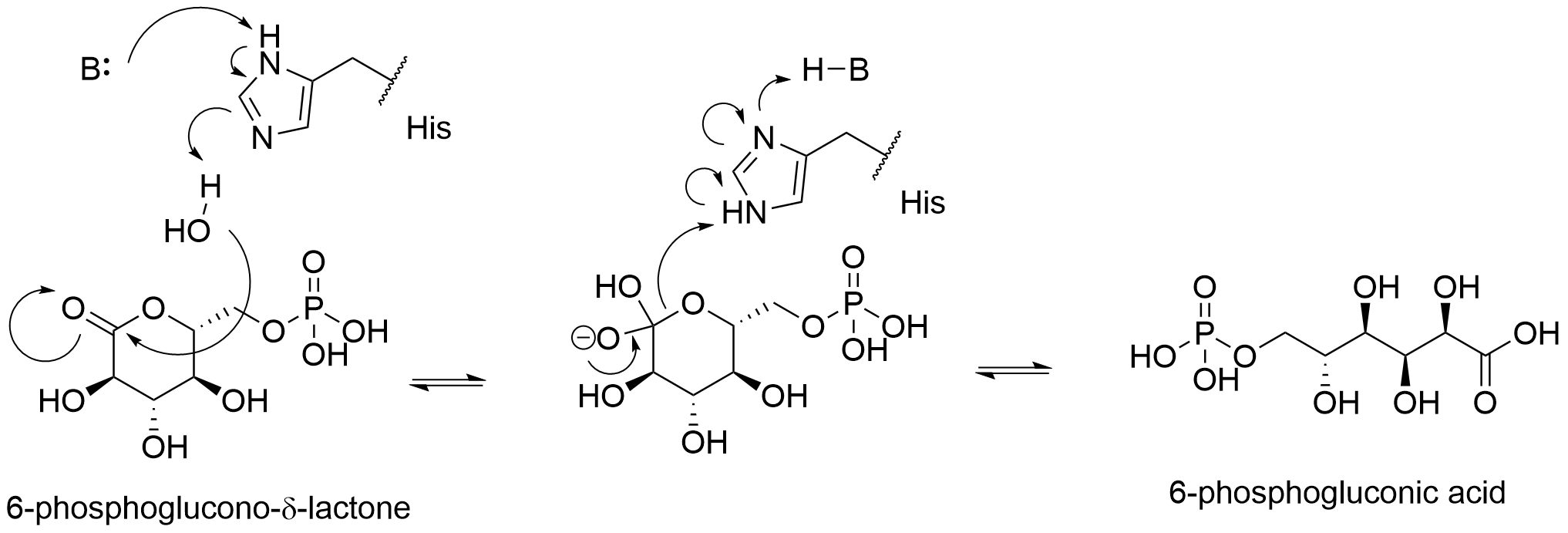
Предлагаемый механизм гидролиза 6-фосфоглюконолактона 6PGL.

## Структура фермента
6PGL у Homo sapiens существует как мономер в цитозольных физиологических условиях и состоит из 258 аминокислотных остатков с общей молекулярной массой ~ 30 кДа. Третичная структура фермента использует α/β гидролазную складку с параллельными и антипараллельными β-слоями, окруженными восемью α-спиралями и пятью спиралями 310. Стабильность третичной структуры белка усиливается за счет солевых мостиков между остатками аспарагиновой кислоты и аргинина, а также за счет взаимодействия стэкинга ароматических боковых цепей. Было обнаружено, что 6PGL, выделенный из Trypanosoma brucei, связывается с ионом Zn+2 в некаталитической роли, но этого не наблюдалось у других организмов, включая Thermotoga maritima и Vibrio cholerae.

## Биологическая функция
6-фосфоглюконолактоназа катализирует превращение 6-фосфоглюконолактона в 6-фосфоглюконовую кислоту, оба промежуточных продукта в окислительной фазе пентозофосфатного пути, в котором глюкоза превращается в рибулозо-5-фосфат . Окислительная фаза пентозофосфатного пути высвобождает CO2 и приводит к образованию двух эквивалентов НАДФН из НАДФ+. Конечный продукт, рибулозо-5-фосфат, дополнительно обрабатывается организмом во время неокислительной фазы пентозофосфатного пути для синтеза биомолекул, включая нуклеотиды, АТФ и кофермент А.
Фермент, который предшествует 6PGL в пентозофосфатном пути, глюкозо-6-фосфатдегидрогеназа, исключительно образует δ-изомер 6-фосфоглюконолактона. Однако, если оно накапливается, это соединение может подвергаться внутримолекулярной перегруппировке с изомеризацией до более стабильной γ-формы, которая не может гидролизоваться 6PGL и не может переходить в неокислительную фазу пентозофосфатного пути. Благодаря быстрому гидролизу δ-изомера 6-фосфоглюконолактона 6PGL предотвращает его накопление и последующее образование γ-изомера, что приводит к неэффективной трате ресурсов глюкозы, доступных клетке 6-фосфоглюконолактон также подвержен атаке со стороны внутриклеточных нуклеофилов, о чём свидетельствует α-N-6-фосфоглюконоилирование белков, меченных His, экспрессируемых в E.coli, и эффективный гидролиз 6-фосфоглюконолактона 6PGL. предотвращает накопление лактона и последующие токсические реакции между промежуточным лактоном и клеткой.

## Актуальность болезни
Было показано, что малярийные паразиты Plasmodium berghei и Plasmodium falciparum экспрессируют бифункциональный фермент, который проявляет активность как глюкозо-6-фосфатдегидрогеназы, так и 6-фосфоглюконолактоназы, что позволяет им катализировать первые две стадии пентозофосфатного пути. Этот бифункциональный фермент был идентифицирован как лекарственная мишень для малярийных паразитов и высокопроизводительный скрининг низкомолекулярных ингибиторов привел к открытию новых соединений, которые потенциально могут быть переведены в мощные противомалярийные средства.